# 博物學者

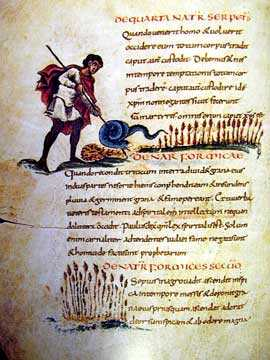
「蛇」和「螞蟻」

《博物學者》（拉丁語：Physiologus）是中世紀歐洲的基督教博物誌。大約在2世紀完成，作者不詳。

## 概要
原文為希臘文，大約在700年翻譯成拉丁文，內容包含動物、植物、礦物等，也有來自舊約聖經或新約聖經的關連引用，以作為宗教上、道德上的教訓，拉丁文版本在中世紀的歐洲廣為流傳，被視為動物寓言的原型。

## 脚注
1. ↑  T. H. White: The Bestiary: The Book of Beasts (London and New York, 1954, 4/1960)